# Euclymene aucklandica
Euclymene aucklandica är en ringmaskart som beskrevs av Augener 1923. Euclymene aucklandica ingår i släktet Euclymene och familjen Maldanidae.
Artens utbredningsområde är havet kring Nya Zeeland. Inga underarter finns listade i Catalogue of Life.